# Trío de damas
Trío de damas es una película española de comedia estrenada en 1960, coescrita y dirigida por Pedro Lazaga y protagonizada en los papeles principales por Francisco Rabal, Laura Valenzuela y José Luis López Vázquez.

## Sinopsis
Alberto Sainz está felizmente casado con Ana, pero los celos enfermizos de ella hace que surjan en la mujer dos nuevas personalidades femeninas. Estas son Lola y Monique. Monique es una cantante francesa llegada del barrio parisino de Montmartre y Lola es una chica alocada y desvergonzada. Ambas se enamoran de Alberto. Están dispuestas a darle todo lo que él les pida si es necesario. Debido al desdoblamiento de personalidad de Ana, el matrimonio comienza a peligrar seriamente. Alberto tendrá que buscar una solución a los problemas mentales de su esposa si quiere salvar su relación.

## Reparto
- Francisco Rabal ... Alberto Sáinz Robledo
- Laura Valenzuela ... Ana / Lola / Monique
- José Luis López Vázquez ... Julio
- Carmita Ignarra
- Maruja Bustos
- Santiago Ríos
- Jesús Puente ... Juan
- Ana María Custodio
- Ismael Merlo ... Dr. San Román
- Mayrata O'Wisiedo
- Erasmo Pascual ... Dr. José Lazapuch
- Ángela Bravo
- José Orjas ... Joyero 1
- Emilio Rodríguez ... Joyero 2
- Amparo Baró ... Empleada tienda de moda
- Juan Cazalilla ... Opositor a notarías enajenado
- Fernando Sánchez Polack ... Horacio, un basurero
- Aníbal Vela ... Sacerdote